# Ronflement
Ne doit pas être confondu avec ronfleur.
 Mise en garde médicale
Le ronflement (ou ronchopathie) désigne le bruit respiratoire que produit un dormeur. Ce bruit traduit la vibration des tissus de la gorge détendus par le sommeil. Ce bruit pouvant atteindre 100 décibels est le résultat d'une vibration des tissus mous respiratoires (dits nasopharyngés : voile du palais, base de la langue et parois pharyngées).

## Fréquence dans la population
« Au-delà de 40 ans, 60 % des hommes et 40 % des femmes ronflent un peu, épisodiquement. Mais seulement 25 % des hommes et 15 % des femmes souffrent d’un ronflement important pathologique, appelé ronchopathie chronique ». Les ronflements sont favorisés par la fatigue, la prise d'alcool, certains médicaments, mais l'obésité est aussi un facteur de ronflement ou d'aggravation de celui-ci.
Les enquêtes montrent que 50 % des ronfleurs gênent leur conjoint (les effets négatifs du ronflement sur la vie conjugale peuvent aller jusqu'à faire de temps à autre chambre à part, ou au divorce) et que souvent cette gêne s'étend au reste de la famille, voire aux voisins.
Outre l'aspect anecdotique et banal de ce symptôme, celui-ci peut masquer une autre pathologie beaucoup plus sérieuse, les apnées du sommeil. Les conséquences de ces apnées et de ces ronflements suscitent de nombreuses études depuis la généralisation des enregistrements du sommeil, en hospitalisation ou maintenant à domicile.
La fréquence de cette affection croit avec l'âge avec un maximum entre 50 et 70 ans. La prépondérance masculine est évidente, mais tend depuis 20 ans à diminuer, dans la mesure où la proportion de femmes buvant de l'alcool et fumant est de nos jours devenue presque aussi élevée que celle des hommes. Une obésité est fréquemment rencontrée chez les patients, mais il faut cependant garder à l'esprit que dans 30 % des cas les sujets ont un poids normal.

## Historique
Le ronflement n'est perçu négativement en Occident que depuis le XIXe siècle.

## Mécanismes
Lors de la respiration normale, l'air passe librement par le nez et la bouche, descend dans le pharynx, passe derrière la base de la langue pour rejoindre le larynx, cartilage (pomme d'Adam) contenant les cordes vocales. Le larynx est fixé en haut de la trachée. C'est l'entrée qui mène l'air à l'intérieur des poumons.
Le bruit du ronflement est lié à la vibration dans l'air respiratoire des muscles et des muqueuses de la gorge, détendus par le sommeil. Les éléments qui vibrent sont le voile du palais, et notamment la luette, mais aussi les joues, la langue, les amygdales.
Cette vibration est conditionnée par :
1. Des dispositions craniofaciales particulières (rétrognathisme, visage plutôt allongé)
2. Une longueur anormale, constitutionnelle ou acquise (tabagisme, alcool), du voile du palais et/ou de la luette
3. Un sommeil couché sur le dos
4. Un rétrécissement de la gorge favorisé surtout par :
  1. l'embonpoint
  2. l'épaisseur de la base de la langue
  3. une obstruction nasale, par rhinite, fracture ancienne du nez, déviation de la cloison nasale, etc.
  4. un cou court, une mâchoire inférieure peu développée,
  5. et chez l'enfant de grosses amygdales.

Au fond de la bouche, en arrière de la langue, l'espace libre est relativement étroit. L'air doit passer entre la langue, le voile du palais, la luette et la paroi du pharynx. Lors du sommeil, les muscles sont relâchés, hypotoniques. Ils ont alors tendance à s'affaisser ce qui réduit encore le passage. Des conformations anatomiques individuelles, et la forme de la mâchoire inférieure, conditionnent le passage de l'air. Lorsque le voile du palais est long et épais, il réduit l'espace libre.
Ces structures molles (paroi pharyngée, voile du palais, base de la langue) s'accolent l'une contre l'autre, et empêchent l'air de passer librement. Il se produit alors une vibration des tissus qui se traduit par le ronflement. Lorsque ce passage est trop réduit, la base de la langue crée un phénomène de soupape. Ce blocage empêche alors complètement l'air de pénétrer dans les poumons. Les efforts inspiratoires accentuent encore ce blocage, comme un bouchon placé à l'entrée de la trachée. C'est l'apnée obstructive.

## Évolution d'un ronflement
Un ronflement peut plus ou moins longtemps rester peu bruyant. Mais le plus souvent avec le temps, et l'embonpoint venant, il s'aggrave, et surtout va se compliquer d'apnées obstructives du sommeil. Car, même lorsqu'il est très discret et sans apnée, le ronflement entraîne une certaine asphyxie chronique. Au début de la survenue du ronflement, cette asphyxie est légère, et d’autant mieux supportée que le sujet est jeune.
Cependant, il faut savoir que cette privation d’oxygène pendant le sommeil est d'autant plus sévère que le bruit émis est plus intense ; les conséquences physiopathologiques multiples de cette asphyxie sont si évidentes  que ce symptôme, pourtant bien banal, doit de nos jours être considéré  comme une véritable maladie débutante.
Il existe 3 formes de la maladie, de gravité et de rareté croissantes :
- le ronflement simple, encore non compliqué ;
- le syndrome d'apnées du sommeil (ou Syndrome des Apnées Obstructives du Sommeil) ;
- le Syndrome de Pickwick. Mais l'enfant aussi ronfle, et chez lui cette asphyxie est particulièrement grave. L’ensemble constitue ce qu’on appelle maintenant la ronchopathie chronique. Le regroupement de ces trois manifestations signifie qu’il s’agit d’une même maladie, qui présente des formes de sévérité variable.

### Prise de conscience par le ronfleur
Il arrive souvent que le ronfleur n'ait pas conscience que son ronflement nécessite d'être pris au sérieux. Les inconvénients sur la santé apparaissant de façon croissante sur le malade (ex: fatigue), il peut ainsi s'y être habitué et les subir à son insu. Ainsi par exemple, bien que le ronfleur subisse de nombreux micro réveils durant son sommeil, il n'en a pas le souvenir à son réveil ni n'en estime le nombre.
C'est bien souvent l'entourage qui est le plus à même de se rendre compte de la dégradation du sommeil du ronfleur, par le bruit de son ronflement, les interruptions de respiration.
Un moyen de faire prendre conscience à un proche que son ronflement devient inquiétant consiste à faire un enregistrement sonore durant son sommeil, ou encore plus marquant pour le ronfleur un enregistrement vidéo.

## Complications
Ce sont toutes celles du syndrome d'apnées du sommeil. Le but du traitement du ronflement est de parvenir à prévenir l'apparition de ce syndrome.
Le ronflement est associé à un épaississement des parois internes des artères carotides, ce qui aggrave le risque de maladie cardiovasculaire.

## Traitements

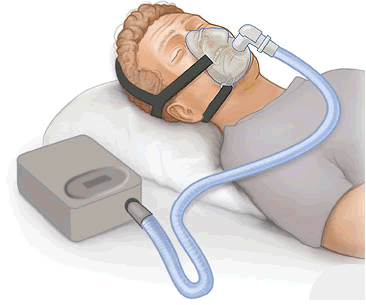
Le traitement par CPAP, avec un masque de ventilation nasal ou bucco-nasal, permet à la fois de réduire le ronflement et l'apnée du sommeil.

### Accessoires en vente libre dans le commerce
Ils sont en vente par exemple en parapharmacie.
En 2006, le magazine Français 60 millions de consommateurs a publié un dossier d'essai comparatif (intitulé « Pas de miracle pour ne plus ronfler », mars 2006 no 403, p. 53) de dix produits de marques différentes (pulvérisateurs, languettes, sprays, aérosols). La conclusion finale fut : « Parmi les dix produits examinés, aucun n'est réellement efficace pour prévenir ou guérir des ronflements. Certains produits contiennent des composants allergéniques ou des essences non anodines. Réservés aux ronflements simples, ils sont même potentiellement dangereux pour ceux qui n'ont pas consulté d'ORL, car ils peuvent retarder le diagnostic du syndrome des apnées du sommeil. Sur l'emballage, de fausses revendications, telles que « antironflement total », sont de nature à induire en erreur. ».
En 2009, la Télévision suisse romande a diffusé une émission dans laquelle avaient été examinés 13 produits anti-ronflement,. Parmi les conclusions : « Mais voilà, le ronflement n'est pas considéré comme une maladie. Les laboratoires peuvent donc affirmer ce qu'ils veulent. »
Dans son numéro de mai 2012, le magazine Que choisir a publié un dossier comparatif de produits antironflement, en introduction il indique « Les allégations audacieuses des nombreux produits en vente libre ne doivent pas faire illusion : les preuves de leur efficacité sont minces, voire inexistantes. Pour les cas sévères, les solutions passent par le médecin. ». En cinq pages, le magazine teste des produits de type : spray buccal, spray nasal, languettes et pastilles, bandelettes nasales, papillon nasal, bague. Le magazine a demandé aux fabricants qu'ils produisent les études réalisées concernant leurs produits, leur donnant trois mois de délai, plusieurs n'en ont produite aucune malgré des relances.

#### Écarteurs nasaux

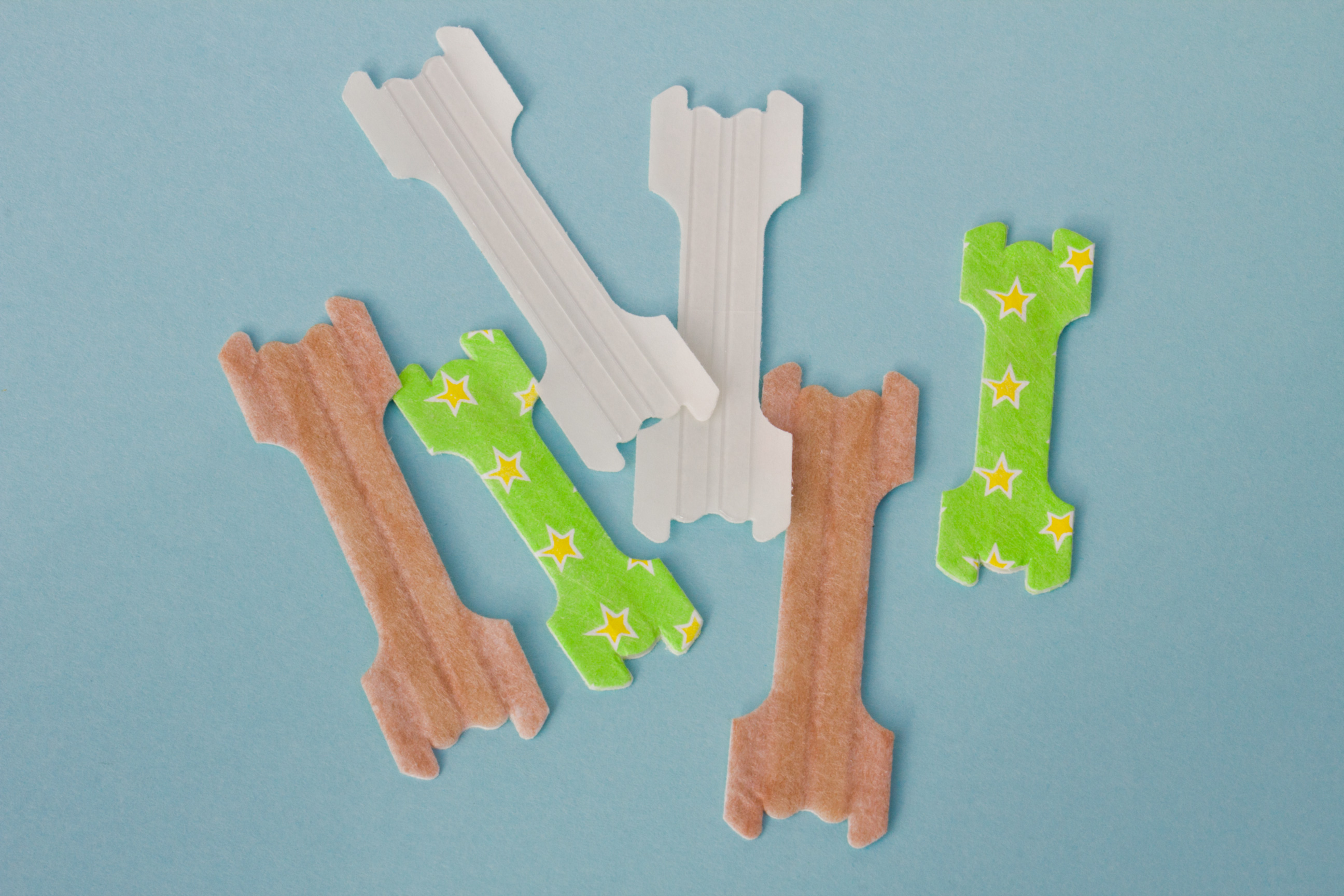
Écarteurs nasaux.

Les écarteurs nasaux, appelés aussi "écarteurs narinaux" améliorent l'entrée de l'air au niveau des narines ce qui diminue la turbulence du flux d'air inspiré lorsque celle-ci est d'origine nasale. Ainsi, dans le cas de ronflements d'origine nasale, l'utilisation d'un écarteur nasal peut faire diminuer sensiblement le ronflement,. L'efficacité d'un dilatateur nasal d'origine hollandaise a été prouvée par des études scientifiques mais cette conclusion est probablement valable pour tous les remèdes de ce type car ils fonctionnent exactement de la même manière. Outre une amélioration de la circulation de l’air par le nez de 20 % en moyenne, une réduction significative de l’intensité (75 %) et de la durée du ronflement ont été observés. D’autres tests indiquent que le dilatateur nasal est plus efficace que la bandelette nasale,.

#### Pulvérisations buccales ou nasales
Les sprays buccaux ou nasaux à base d'huile ou d'autres produits naturels ont surtout un effet psychologique et placebo[réf. souhaitée] : leur large diffusion repose surtout sur des considérations marketing.

#### Oreillers
Les oreillers anti-ronflements ou tout autre système de maintien en hyper extension peuvent avoir une certaine efficacité en améliorant le passage de l'air.

#### Stimulateurs électriques
Les stimulateurs électriques de poignets ou autres appareils électroniques qui détectent les ronflements contribuent au changement de position en incitant à dormir sur le côté ou sur le ventre. Là aussi on effacera un ronflement modéré, à la condition d'avoir au préalable, bien réglé l'intensité des impulsions de l'appareil pour ne pas réveiller le ronfleur.

#### Canule souple oropharyngée
La canule souple oropharyngée, ou C.S.O. Capax, est un système simple, dérivé de la canule de Guedel utilisée en anesthésie, lors du réveil, pour éviter que le patient « n'avale sa langue ». Cette prothèse empêche le blocage du passage de l'air vers le larynx par la base de la langue. Elle est constituée d'un tube souple en silicone qui est placé dans la bouche. Un filtre extérieur permet de débarrasser l'air des poussières et de l'humidifier. Un élastique tient le filtre et maintient le tube souple dans la bouche pendant le sommeil. L'air passe alors librement jusqu'au larynx, sans bruit et sans blocage.
Cette prothèse simple est efficace dans le ronflement et les apnées. Seule la tolérance, liée aux réflexes nauséeux possibles, peut poser problème. Lancé en 1998, ce système est encore en évaluation en 2011.

#### Traitement du ronflement et de l'apnée du sommeil avec canule
Une autre orthèse offrant une solution plus discrète en utilisation et sans effets secondaires aux patients réfractaires à l'utilisation de masques ou à la VPC.
Sa forme particulière, adapté au palais retient l'affaissement du muscle pendant la nuit et constitue un piège à langue dans un silicone souple et anallergique, libèrent le passage de l'air jusqu'au larynx.
Ce système, encore en développement, semble relativement prometteur, a priori.

### Autres traitements
Les causes de l’asphyxie, dues au ronflement et au syndrome des apnées obstructives du sommeil, sont tellement nombreuses et variées, que le traitement de la ronchopathie chronique comporte six catégories de traitements, dont les principes sont très différents. Elles doivent être choisies de manière appropriée à chaque patient, et souvent être associées pour parvenir à la guérison.
Les traitements seront adaptés à l'importance des troubles.

#### Amaigrissement
L'amaigrissement est toujours préconisé devant une surcharge pondérale. La réduction du volume de la base de langue et des tissus pharyngés améliorera toujours le passage de l'air.

#### Chirurgie
L'intervention chirurgicale Uvulo-Pharyngo-Plastie (ou UPP) est la plus courante et consiste à dégager le pharynx en sectionnant le bord du voile du palais et la luette. Lorsqu'elles sont obstructives, les amygdales peuvent également être enlevées. Elle est proposée pour le ronflement lorsque les apnées sont peu fréquentes (I.A. inférieur à 20/25) et n'entraînent pas de gêne fonctionnelle ou de retentissement importants. Cet acte est douloureux mais efficace lorsque l'indication opératoire est bien posée, en particulier si le rétrécissement pharyngé est important. L'intervention pratiquée sous anesthésie générale entraîne une indisponibilité d'une quinzaine de jours du fait de la douleur et de la difficulté d'alimentation.

#### Laser
D'autres techniques de traitement du ronflement ont vu le jour ces dernières années comme le traitement par laser qui permet de vaporiser seulement la luette et le voile du palais, ou de cintrer le voile par stries radiaires, laissant en place les amygdales. Cet acte qui s'effectue en plusieurs séances sous anesthésie locale est parfois douloureux. Il est moins efficace que la chirurgie classique.

#### Radiofréquence
Le traitement par radiofréquence consiste à cautériser et à durcir le voile du palais à l'aide d'une aiguille envoyant un faisceau localisé de micro-ondes. Moins agressif mais malgré tout douloureux, ce traitement n'a pas encore démontré une très grande efficacité, du moins à moyen ou long terme.

#### Orthèse d'avancée mandibulaire
Il s'agit d'une double gouttière dentaire qui permet d'avancer la mâchoire inférieure pendant le sommeil. La langue est ainsi décollée de la paroi postérieure et libère le passage de l'air. Ce système est efficace mais présente des problèmes de tolérance à long terme, du fait de la déstabilisation de l'articulation temporo-mandibulaire. Cette prothèse est proposée en standard (environ 90 euros en pharmacie). La première mise en place nécessite un chauffage dans l'eau afin d'obtenir un ramollissement partiel de la matière plastique pour obtenir une bonne adaptation à la denture. D'autres modèles sont réalisés sur mesure par les dentistes, ORL ou les stomatologistes. Ils sont alors parfaitement adaptés, mais leur prix (400 à 800 euros) est beaucoup plus élevé. Il n'y a pas de prise en charge par la sécurité sociale française pour ce type de prothèse en l'absence de syndrome d'apnée obstructive du sommeil documenté.

#### Applications pour smartphones
Il existe des applications conçues pour tous smartphones dont le but est d’aider les gens à arrêter de ronfler ; elles ne permettent pas de stopper complètement le ronflement et ne guérissent pas les troubles du sommeil. Le principe est simple : le téléphone enregistre les ronflements émis durant le sommeil et produit une vibration ou un son au choix — sifflement, voix de sa partenaire, etc. — à chaque ronflement pour stopper l'activité du ronfleur. Au réveil l’écran affiche la durée, la fréquence et l'intensité des ronflements. La première application pour smartphones a été élaborée par Naveh Tov, un médecin israélien. Une autre utilisation de ces applications est la mesure de l’efficacité des remèdes anti-ronflements,.

#### Dormir sur le côté

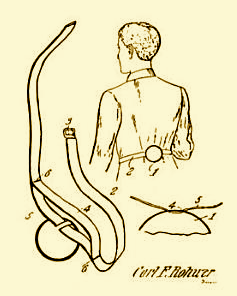
Remède pour empêcher de dormir sur le dos... et donc de ronfler.

Ou mieux, sur le ventre car le fait de dormir sur le dos amène la langue vers l'arrière du palais, réduisant ainsi l'espace pour le passage de l'air. Pour l'éviter, on peut placer une petite balle dans le dos du pyjama ou se procurer un t-shirt antironflement. Une autre "thérapie positionnelle" très simple est la ceinture dorsale anti-ronflement qui a été validée scientifiquement. Toutes les ceintures dorsales sont fabriquées à partir d’un bloc de mousse rigide qui est maintenu dans le dos par une ceinture élastique. Le design du bloc, sa forme et sa dureté sont variables selon les fabricants. Le changement de position ne peut pas faire disparaître un ronflement majeur, mais peut effacer un ronflement modéré.

#### Traitements hormonaux substitutifs
Pour les femmes, les traitements hormonaux substitutifs semblent améliorer le problème du ronflement aggravé lors de la ménopause.